# První divize 1925/1926
Soutěžní ročník Prima Divisione 1925/26 byl 26. ročník nejvyšší italské fotbalové ligy. Konal se od 4. října 1925 do 23. září 1926. Zúčastnilo se jí celkem 44 klubů (o jeden více než minule). Mistrovský titul získal podruhé ve své klubové kariéře Juventus. 
Nejlepším střelcem se stal maďarský hráč Juventus Ferenc Hirzer, který vstřelil 35 branek.

## Události

### Před sezonou
Již před sezonou bylo rozhodnuto, že liga bude od sezony 1926/27 zredukována ze 44 účastníků na 20 ve dvou skupinách po desíti mužstev. A tak se stalo, že z Lega Nord (Severní část) sestoupili do 2. ligy sedm mužstev a z Lega Sud (Jižní část) sestupovali všichni kromě tří klubů, které se zavázali že odehrají příští sezonu bez problémů (Alba Řím, Fortitudo a Internaples.

### Během sezony

#### Lega Nord
Titul obhajovala Boloňa, která měla výborný start do sezony. Vyhrála deset utkání po sobě a první ztráta byla remíza v lednu 1926. Za klub opět střílel branky mladý útočník Angelo Schiavio, který dokázal v skupinové části nastřílet 27 branek. Svou tabulku Boloňa vyhrála o dva body před Turínem, který koupil bohatý podnikatel Enrico Marone Cinzano. Majitel klubu přivedl střelce z Alessandrie Baloncieriho. Jedinou prohru kterou Boloňa ve skupině utržila, byla proti Turínu (2:6).
Ve skupině B se Janov, jakož to devíti násobný mistr ligy, marně hledal zašlou formu. Kvůli starším hráčům skončil klub na 3. místě za Cremonese a vítězným Juventusem. Ten již byl dva roky v rukou bohaté rodiny Agnelli. Ti do klubu přivedli maďarského střelce Hirzera, který byl s 35 brankami nejlepším střelcem ligy a též Vojaka z Lazia. Dále přišli reprezentanti Meneghetti (Novara) a Allemandi (Legnano), kteří doplnili Bianconeri, kde již nastupovali reprezentanti Combi, Pastore a Rosetta.
Do druhé ligy sestoupili podle očekávání menší kluby: Novara, Pisa, Alessandria, Legnano, Udinese, Reggiana, Parma, Mantova. Nicméně se nakonec hrálo mezi ně vyřazovací play out, které vyhrála Alessandria a mohla tak zůstal pro příští sezonu v lize.
Finále mezi Juventusem a Boloni bylo velmi vyrovnané a nakonec se odehrála tři utkání. Oba vzájemné zápasy hrané systémem doma-venku skončila remízou 2:2 a 0:0. Rozhodující zápas se odehrál v Miláně. V tomto utkání se začala projevovat únavy u hráčů Boloně. V utkání prohrávali již od 19. minuty. V 55. minutě vyrovnal talent Schiavio, jenže rozhodující branku vstřelil v 82. minutě Vojak. Bianconeri tak vyhrálo Lega Nord a mohli se tak utkat z vítězem z Lega Sud o mistrovský titul.

#### Lega Sud
V Kampánii vybojovala dvě postupová místa Internaples a Bagnolese). V Lazia postoupili Alba Řím a Fortitudo. V Apulii vybojovala dvě postupová místa opět Pro Italia a Liberty. V Sicilské skupině se hrálo se dvěma kluby a postoupili oba (Messinese a Palermo). V poslední skupině Marche se konečně přihlásil další klub Maceratese, který mohl hrát dlouhodobým účastníkem  Anconitanou. Nakonec postoupili oba celky do semifinále.
V semifinálových skupinách si nejlépe vedli hráči z Internaples a opět s Alba Řím, které finále Lega Sud hráli již potřetí v řadě. A stejně jako v minulé sezoně ji vyhrály po výsledcích 6:1 a 1:1.

#### Finále
O mistrovský titul se opět ucházel klub z Říma Alba Řím a to podruhé za sebou. Jeho soupeřem byl klub z Turína Juventus. Oba zápasy vyhrál jednoznačně klub z Turína a to 7:1 a 5:0. Pět branek vstřelil Piero Pastore a tři branky Ferenc Hirzer. Bianconeri tak po dvaceti letech opět získali titul, celkem již druhý a pro rodinu Agnelli to byl první z mnoha, které měli následovat.

## Lega Nord (Severní část)

### Skupina A

#### Účastníci
| Klub         | Město             | Stadion                       | Trenér           |
| ------------ | ----------------- | ----------------------------- | ---------------- |
| Andrea Doria | Janov             | Campo sportivo della Cajenna  | Imre Payer       |
| Boloňa       | Boloňa            | Stadio Sterlino               | Hermann Felsner  |
| Brescia      | Brescia           | Stadium di viale Piave        | Technická komise |
| Casale       | Casale Monferrato | Stadio Natale Palli           | Technická komise |
| Inter        | Milán             | Campo di via Goldoni          | Paolo Scheidler  |
| Legnano      | Legnano           | Stadio Comunale               | Primo Colombo    |
| Modena       | Modena            | Campo di viale Fontanelli     | Ferenc Kónya     |
| Novara       | Novara            | Campo di via Lombroso         | Technická komise |
| Pisa         | Pisa              | Stadio Arena Garibaldi        | Manlio Mattiello |
| Turín        | Turín             | Motovelodromo di corso Casale | Peter Farmer     |
| Udinese      | Udine             | Stadio Moretti                | Otto Krappan     |
| Verona       | Verona            | Campo di Borgo Venezia        | Imre Schoffer    |

#### Tabulka
| Poř. | Tým          | Z  | V  | R | P  | VG | OG | B  |
| ---- | ------------ | -- | -- | - | -- | -- | -- | -- |
| 1.   | Boloňa       | 22 | 17 | 4 | 1  | 74 | 20 | 38 |
| 2.   | Turín        | 22 | 16 | 4 | 2  | 67 | 28 | 36 |
| 3.   | Modena       | 22 | 11 | 3 | 8  | 45 | 30 | 25 |
| 4.   | Verona       | 22 | 10 | 5 | 7  | 58 | 48 | 25 |
| 5.   | Inter        | 22 | 10 | 5 | 7  | 44 | 38 | 25 |
| 6.   | Casale       | 22 | 9  | 4 | 9  | 42 | 32 | 22 |
| 7.   | Andrea Doria | 22 | 9  | 3 | 10 | 37 | 50 | 21 |
| 8.   | Brescia      | 22 | 8  | 3 | 11 | 38 | 51 | 19 |
| 9.   | Novara       | 22 | 6  | 6 | 10 | 40 | 42 | 18 |
| 10.  | Udinese      | 22 | 5  | 3 | 14 | 38 | 75 | 13 |
| 11.  | Pisa         | 22 | 5  | 2 | 15 | 23 | 65 | 12 |
| 12.  | Legnano      | 22 | 3  | 4 | 15 | 22 | 49 | 10 |

|  | Postup do finále Lega Nord       |
|  | Sestup do První divize (2. ligy) |

Poznámky
- Z = Odehrané zápasy; V = Vítězství; R = Remízy; P = Prohry; VG = Vstřelené góly; OG = Obdržené góly; B = Body
- za výhru 2 body, za remízu 1 bod, za prohru 0 bodů.
- při rovnosti bodů rozhodoval rozdíl mezi vstřelených a obdržených branek.

#### Výsledková tabulka
|              | Andrea Doria | Boloňa | Brescia | Casale | Inter | Legnano | Modena | Novara | Pisa | Turín | Udinese | Verona |
| ------------ | ------------ | ------ | ------- | ------ | ----- | ------- | ------ | ------ | ---- | ----- | ------- | ------ |
| Andrea Doria | –            | 3:3    | 4:1     | 3:2    | 2:0   | 3:1     | 2:1    | 2:2    | 5:1  | 0:0   | 3:2     | 3:2    |
| Boloňa       | 3:0          | –      | 6:0     | 1:0    | 4:1   | 6:0     | 1:0    | 4:1    | 7:0  | 3:2   | 4:0     | 7:0    |
| Brescia      | 5:0          | 1:2    | –       | 2:1    | 0:1   | 2:0     | 2:2    | 4:1    | 2:0  | 3:4   | 3:1     | 3:2    |
| Casale       | 2:0          | 0:1    | 2:0     | –      | 3:3   | 5:0     | 4:0    | 1:1    | 4:0  | 2:3   | 2:1     | 3:2    |
| Inter        | 0:1          | 1:1    | 4:0     | 4:1    | –     | 2:0     | 2:1    | 5:4    | 1:0  | 3:4   | 4:2     | 3:3    |
| Legnano      | 1:0          | 1:2    | 1:1     | 0:2    | 1:1   | –       | 0:1    | 0:0    | 4:1  | 1:2   | 6:1     | 1:3    |
| Modena       | 6:0          | 0:0    | 3:2     | 2:3    | 3:0   | 2:0     | –      | 4:1    | 6:2  | 1:1   | 5:1     | 3:2    |
| Novara       | 3:1          | 1:2    | 5:1     | 0:0    | 1:1   | 3:1     | 0:1    | –      | 2:0  | 0:2   | 6:3     | 1:2    |
| Pisa         | 3:2          | 0:6    | 0:1     | 1:1    | 1:3   | 2:0     | 1:0    | 4:3    | –    | 1:1   | 1:2     | 1:3    |
| Turín        | 4:0          | 6:2    | 5:0     | 2:0    | 2:1   | 4:1     | 3:1    | 2:1    | 4:1  | –     | 7:0     | 5:2    |
| Udinese      | 3:2          | 1:7    | 5:0     | 2:1    | 3:4   | 2:2     | 3:1    | 0:2    | 1:2  | 4:3   | –       | 3:3    |
| Verona       | 5:1          | 2:2    | 4:2     | 4:3    | 1:1   | 4:1     | 0:2    | 2:2    | 7:1  | 1:1   | 4:0     | –      |

### Skupina B

#### Účastníci
| Klub            | Město         | Stadion                      | Trenér             |
| --------------- | ------------- | ---------------------------- | ------------------ |
| Alessandria     | Alessandria   | Campo degli Orti             | Augusto Rangone    |
| Cremonese       | Cremona       | Campo di via Persico         | Eugen Payer        |
| Janov           | Janov         | Campo di via del Piano       | William Garbutt    |
| Juventus        | Turín         | Stadio di corso Marsiglia    | Jenő Károly        |
| Livorno         | Livorno       | Campo di Villa Chayes        | József Ging        |
| Mantova         | Mantova       | Campo dell'Ippodromo Te      | Guglielmo Reggiani |
| Milán           | Milán         | Campo di viale Lombardia     | Vittorio Pozzo     |
| Padova          | Padova        | Stadio Silvio Appiani        | Herbert Burgess    |
| Parma           | Parma         | Stadio Ennio Tardini         | Carlo Achatzi      |
| Pro Vercelli    | Vercelli      | Campo piazza Conte di Torino | Guido Ara          |
| Reggiana        | Reggio Emilia | Stadio Mirabello             | Ottorino Bojardi   |
| Sampierdarenese | Sampierdarena | Stadio di Villa Scassi       | Karl Rumbold       |

#### Tabulka
| Poř. | Tým             | Z  | V  | R | P  | VG | OG | B  |
| ---- | --------------- | -- | -- | - | -- | -- | -- | -- |
| 1.   | Juventus        | 22 | 17 | 3 | 2  | 68 | 14 | 37 |
| 2.   | Cremonese       | 22 | 13 | 3 | 6  | 41 | 25 | 29 |
| 3.   | Janov           | 22 | 13 | 2 | 7  | 48 | 29 | 28 |
| 4.   | Padova          | 22 | 11 | 3 | 8  | 55 | 33 | 25 |
| 5.   | Livorno         | 22 | 11 | 3 | 8  | 43 | 45 | 25 |
| 6.   | Sampierdarenese | 22 | 10 | 3 | 9  | 38 | 43 | 23 |
| 7.   | Pro Vercelli    | 22 | 9  | 4 | 9  | 42 | 31 | 22 |
| 8.   | Milán           | 22 | 10 | 2 | 10 | 43 | 39 | 22 |
| 9.   | Reggiana        | 22 | 7  | 3 | 12 | 30 | 50 | 17 |
| 10.  | Alessandria     | 22 | 7  | 2 | 13 | 41 | 48 | 16 |
| 11.  | Parma           | 22 | 5  | 2 | 15 | 23 | 58 | 12 |
| 12.  | Mantova         | 22 | 2  | 4 | 16 | 24 | 81 | 8  |

|  | Postup do finále Lega Nord       |
|  | Sestup do První divize (2. ligy) |

Poznámky
- Z = Odehrané zápasy; V = Vítězství; R = Remízy; P = Prohry; VG = Vstřelené góly; OG = Obdržené góly; B = Body
- za výhru 2 body, za remízu 1 bod, za prohru 0 bodů.
- při rovnosti bodů rozhodoval rozdíl mezi vstřelených a obdržených branek.
- klub Alessandria zůstala v soutěži díky vítězství v play out.

#### Výsledková tabulka
|                 | Alessandria | Cremonese | Janov | Juventus | Livorno | Mantova | Milán | Padova | Parma | Pro Vercelli | Reggiana | Sampier. |
| --------------- | ----------- | --------- | ----- | -------- | ------- | ------- | ----- | ------ | ----- | ------------ | -------- | -------- |
| Alessandria     | –           | 2:3       | 1:0   | 1:3      | 1:0     | 9:0     | 4:3   | 0:2    | 2:0   | 1:1          | 6:0      | 5:0      |
| Cremonese       | 3:0         | –         | 1:0   | 0:0      | 8:0     | 2:0     | 1:0   | 2:1    | 3:0   | 4:2          | 1:0      | 2:1      |
| Janov           | 7:2         | 2:1       | –     | 1:3      | 0:0     | 3:1     | 2:1   | 2:0    | 3:0   | 2:1          | 3:0      | 3:1      |
| Juventus        | 4:0         | 4:0       | 2:0   | –        | 3:0     | 8:1     | 6:0   | 3:2    | 6:0   | 2:1          | 5:0      | 4:0      |
| Livorno         | 6:2         | 2:1       | 3:2   | 1:1      | –       | 6:1     | 1:1   | 3:0    | 4:0   | 2:0          | 2:0      | 5:1      |
| Mantova         | 7:1         | 0:0       | 2:5   | 0:5      | 0:2     | –       | 0:2   | 0:2    | 1:1   | 2:2          | 3:0      | 1:1      |
| Milán           | 2:2         | 1:4       | 1:3   | 1:2      | 4:1     | 2:1     | –     | 3:0    | 4:2   | 4:0          | 4:0      | 2:0      |
| Padova          | 1:0         | 1:1       | 2:0   | 2:2      | 6:1     | 9:0     | 4:2   | –      | 6:1   | 5:2          | 6:2      | 3:0      |
| Parma           | 1:0         | 3:1       | 1:5   | 0:3      | 0:1     | 5:3     | 1:2   | 2:0    | –     | 0:3          | 2:0      | 1:3      |
| Pro Vercelli    | 1:0         | 4:0       | 2:0   | 0:1      | 7:0     | 3:0     | 3:1   | 1:1    | 2:2   | –            | 3:0      | 2:0      |
| Reggiana        | 2:1         | 0:2       | 2:2   | 2:0      | 5:2     | 4:0     | 0:1   | 4:1    | 2:0   | 3:2          | –        | 1:1      |
| Sampierdarenese | 2:1         | 2:1       | 2:3   | 0:4      | 2:1     | 8:1     | 2:1   | 2:1    | 4:1   | 1:0          | 3:3      | –        |

### Finále Lega Nord

#### Výsledky
| 1. zápas 11. červenec 1926 | Boloňa                 | 2 – 2 | Juventus        | Stadio Sterlino, Boloňa |  |  |
|                            | Perin 45' Muzzioli 79' |       | 47', 73' Hirzer | Rozhodčí: Gama          |  |  |
|                            |                        |       |                 |                         |  |  |

| 2. zápas 25. červenec 1926 | Juventus | 0 – 0 | Boloňa | Campo Juventus, Turín |  |  |
| 16:40 CET                  |          |       |        | Rozhodčí: Gama        |  |  |
|                            |          |       |        |                       |  |  |

| 3. zápas 1. srpen 1926 | Boloňa       | 1 – 2 | Juventus              | Arena Civica, Milán |  |  |
| 16:35 CET              | Schiavio 55' |       | 19' Pastore 82' Vojak | Rozhodčí: Gama      |  |  |
|                        |              |       |                       |                     |  |  |

Klub Juventus vyhrál Lega Nord a mohl se tak utkat o titul.

### Play out

#### 1. kolo
| 29. srpen 1926 | Alessandria | 6 – 1 | Pisa | Janov |  |  |
|                |             |       |      |       |  |  |
|                |             |       |      |       |  |  |

| 29. srpen 1926 | Legnano | 2 – 0 | Udinese | Verona |  |  |
|                |         |       |         |        |  |  |
|                |         |       |         |        |  |  |

| 29. srpen 1926 | Mantova | 7 – 3 prodl. | Reggiana | Boloňa |  |  |
|                |         |              |          |        |  |  |
|                |         |              |          |        |  |  |

| 29. srpen 1926 | Novara | 2 – 0 | Parma | Turín |  |  |
|                |        |       |       |       |  |  |
|                |        |       |       |       |  |  |

#### 2. kolo
| 5. září 1926 | Alessandria | 4 – 1 | Legnano | Vercelli |  |  |
|              |             |       |         |          |  |  |
|              |             |       |         |          |  |  |

| 5. září 1926 | Mantova | 3 – 4 prodl. | Novara | Milán |  |  |
|              |         |              |        |       |  |  |
|              |         |              |        |       |  |  |

#### 3. kolo
| 1. zápas 12. září 1926 | Alessandria | 2 – 2 | Novara | Casale Monferrato |  |  |
|                        |             |       |        |                   |  |  |
|                        |             |       |        |                   |  |  |

| 2. zápas 23. září 1926 | Alessandria | 3 – 1 | Novara | Turín |  |  |
|                        |             |       |        |       |  |  |
|                        |             |       |        |       |  |  |

- Klub Alessandria vyhrála play out a zůstala tak v soutěži i pro příští ročník.

## Lega Sud (Jižní část)

### Kampánie

#### Účastníci
| Klub        | Město                   | Stadion                        | Trenér        |
| ----------- | ----------------------- | ------------------------------ | ------------- |
| Bagnolese   | Bagnolii                | Campo dell'ILVA                | ?             |
| Casertana   | Caserta                 | –                              | ?             |
| Internaples | Neapol                  | Stadio Militare dell'Arenaccia | Carlo Carcano |
| Puteolana   | Pozzuoli                | Campo Armstrong                | ?             |
| Stabia      | Castellammare di Stabia | –                              | ?             |

#### Tabulka
| Poř. | Tým         | Z | V | R | P | VG | OG | B  |
| ---- | ----------- | - | - | - | - | -- | -- | -- |
| 1.   | Internaples | 8 | 7 | 1 | 0 | 35 | 4  | 15 |
| 2.   | Bagnolese   | 8 | 5 | 1 | 2 | 20 | 8  | 11 |
| 3.   | Casertana   | 8 | 4 | 0 | 4 | 11 | 21 | 8  |
| 4.   | Stabia      | 8 | 3 | 0 | 5 | 13 | 22 | 6  |
| 5.   | Puteolana   | 8 | 0 | 0 | 8 | 5  | 29 | 0  |

|  | Postup do semifinále                          |
|  | Sestup do První divize (2. ligy)              |
|  | Sestup do Seconda Divisione 1926/27 (3. liga) |

Poznámky
- Z = Odehrané zápasy; V = Vítězství; R = Remízy; P = Prohry; VG = Vstřelené góly; OG = Obdržené góly; B = Body
- za výhru 2 body, za remízu 1 bod, za prohru 0 bodů.

#### Výsledková tabulka
|             | Bagnolese | Casertana | Internaples | Puteolana | Stabia |
| ----------- | --------- | --------- | ----------- | --------- | ------ |
| Bagnolese   | –         | 2:0       | 1:1         | 3:0       | 6:0    |
| Casertana   | 0:2       | –         | 0:10        | 5:3       | 4:1    |
| Internaples | 4:2       | 2:0       | –           | 6:0       | 4:1    |
| Puteolana   | 0:3       | 1:2       | 0:2         | –         | 1:3    |
| Stabia      | 3:1       | 1:2       | 0:6         | 5:0       | –      |

### Lazio

#### Účastníci
| Klub       | Město | Stadion                          | Trenér           |
| ---------- | ----- | -------------------------------- | ---------------- |
| Alba Řím   | Řím   | Stadio Nazionale                 | Pietro Piselli   |
| Audace Řím | Řím   | Campo all'Olmo viale Angelico    | ?                |
| Fortitudo  | Řím   | Campo "Madonna del Riposo"       | Technická komise |
| Lazio      | Řím   | Stadio della Rondinella          | Dezső Kőszegi    |
| Pro Řím    | Řím   | Campo Lungotevere Flaminio       | ?                |
| Roman      | Řím   | Campo dei Due Pini, via Flaminia | ?                |

#### Tabulka
| Poř. | Tým        | Z  | V | R | P  | VG | OG | B  |
| ---- | ---------- | -- | - | - | -- | -- | -- | -- |
| 1.   | Alba Řím   | 10 | 8 | 1 | 1  | 41 | 13 | 17 |
| 2.   | Fortitudo  | 10 | 8 | 0 | 2  | 35 | 13 | 16 |
| 3.   | Lazio      | 10 | 6 | 2 | 2  | 45 | 27 | 14 |
| 4.   | Audace Řím | 10 | 3 | 1 | 6  | 27 | 42 | 7  |
| 5.   | Roman      | 10 | 2 | 2 | 6  | 14 | 28 | 6  |
| 6.   | Pro Řím    | 10 | 0 | 0 | 10 | 5  | 44 | 0  |

|  | Postup do semifinále             |
|  | Sestup do První divize (2. ligy) |

Poznámky
- Z = Odehrané zápasy; V = Vítězství; R = Remízy; P = Prohry; VG = Vstřelené góly; OG = Obdržené góly; B = Body
- za výhru 2 body, za remízu 1 bod, za prohru 0 bodů.
- kluby Audace Řím a Pro Řím se po skončení soutěže sloučili do jiných klubů.

#### Výsledková tabulka
|           | Alba | Audace | Fortitudo | Lazio | Pro Řím | Roman |
| --------- | ---- | ------ | --------- | ----- | ------- | ----- |
| Alba      | –    | 11:2   | 0:3       | 5:3   | 6:0     | 1:0   |
| Audace    | 0:7  | –      | 2:3       | 2:4   | 4:0     | 2:2   |
| Fortitudo | 1:3  | 3:2    | –         | 6:2   | 7:0     | 4:1   |
| Lazio     | 2:2  | 9:5    | 3:2       | –     | 10:1    | 5:3   |
| Pro Řím   | 1:2  | 2:3    | 0:1       | 0:6   | –       | 0:2   |
| Roman     | 1:4  | 1:5    | 0:5       | 1:1   | 3:1     | –     |

### Marche

#### Účastník
| Klub       | Město    | Stadion                    | Trenér                 |
| ---------- | -------- | -------------------------- | ---------------------- |
| Anconitana | Ancona   | Campo Sportivo Divisionale | ?                      |
| Maceratese | Macerata | ?                          | Campo di piazza d'Armi |

#### Výsledky
| 1. zápas 17. leden 1926 | Anconitana | 2 – 1 | Maceratese | Ancona |  |  |
|                         |            |       |            |        |  |  |
|                         |            |       |            |        |  |  |

| 2. zápas 24. leden 1926 | Maceratese | 2 – 7 | Anconitana | Macerata |  |  |
|                         |            |       |            |          |  |  |
|                         |            |       |            |          |  |  |

Klub Anconitana postoupil do semifinále.

### Apulie

#### Účastníci
| Klub           | Město   | Stadion                  | Trenér           |
| -------------- | ------- | ------------------------ | ---------------- |
| Audace Taranto | Taranto | Campo del Regio Arsenale | Technická komise |
| Foggia         | Foggia  | Campo di via Ascoli      | Roberto Fini     |
| Ideale         | Bari    | Campo San Lorenzo        | Technická komise |
| Liberty        | Bari    | Campo degli Sports       | Technická komise |
| Pro Italia     | Taranto | Motovelodromo Corvisea   | Technická komise |

#### Tabulka
| Poř. | Tým            | Z | V | R | P | VG | OG | B  |
| ---- | -------------- | - | - | - | - | -- | -- | -- |
| 1.   | Pro Italia     | 8 | 6 | 2 | 0 | 14 | 4  | 14 |
| 2.   | Liberty        | 8 | 5 | 0 | 3 | 11 | 8  | 10 |
| 3.   | Audace Taranto | 8 | 4 | 1 | 3 | 11 | 9  | 9  |
| 4.   | Ideale         | 8 | 0 | 5 | 3 | 6  | 9  | 5  |
| 5.   | Foggia         | 8 | 0 | 2 | 6 | 1  | 13 | 2  |

|  | Postup do semifinále             |
|  | Sestup do První divize (2. ligy) |

Poznámky
- Z = Odehrané zápasy; V = Vítězství; R = Remízy; P = Prohry; VG = Vstřelené góly; OG = Obdržené góly; B = Body
- za výhru 2 body, za remízu 1 bod, za prohru 0 bodů.

#### Výsledková tabulka
|            | Audace | Foggia | Ideale | Liberty | Pro Italia |
| ---------- | ------ | ------ | ------ | ------- | ---------- |
| Audace     | –      | 2:0    | 1:0    | 3:1     | 0:2        |
| Foggia     | 0:2    | –      | 0:0    | 1:2     | 0:2        |
| Ideale     | 2:2    | 0:0    | –      | 0:1     | 2:2        |
| Liberty    | 2:0    | 3:0    | 1:1    | –       | 0:1        |
| Pro Italia | 2:1    | 2:0    | 1:1    | 2:0     | –          |

### Sicílie

#### Účastníci
| Klub      | Město   | Stadion                    | Trenér            |
| --------- | ------- | -------------------------- | ----------------- |
| Messinese | Messina | Campo Militare Enzo Geraci | Gottardi          |
| Palermo   | Palermo | Stadio Ranchibile          | Ermenegildo Negri |

#### Výsledky
| 1. zápas 17. leden 1926 | Palermo | 7 – 0 | Messinese | Palermo |  |  |
|                         |         |       |           |         |  |  |
|                         |         |       |           |         |  |  |

| 2. zápas 24. leden 1926 | Messinese | 1 – 0 | Palermo | Messina |  |  |
|                         |           |       |         |         |  |  |
|                         |           |       |         |         |  |  |

Oba kluby postoupili do semifinále.

### Semifinále Lega Sud

#### Skupina A

##### Tabulka
| Poř. | Tým         | Z | V | R | P | VG | OG | B  |
| ---- | ----------- | - | - | - | - | -- | -- | -- |
| 1.   | Internaples | 8 | 5 | 3 | 0 | 23 | 5  | 13 |
| 2.   | Fortitudo   | 8 | 4 | 3 | 1 | 15 | 9  | 11 |
| 3.   | Anconitana  | 8 | 4 | 1 | 3 | 16 | 13 | 9  |
| 4.   | Liberty     | 8 | 2 | 3 | 3 | 18 | 18 | 7  |
| 5.   | Messinese   | 8 | 0 | 0 | 8 | 2  | 29 | 0  |

|  | Postup do finále Lega Sud                     |
|  | Sestup do První divize (2. ligy)              |
|  | Sestup do Seconda Divisione 1926/27 (3. liga) |

Poznámky
- Z = Odehrané zápasy; V = Vítězství; R = Remízy; P = Prohry; VG = Vstřelené góly; OG = Obdržené góly; B = Body
- za výhru 2 body, za remízu 1 bod, za prohru 0 bodů.

##### Výsledková tabulka
|             | Anconitana | Fortitudo | Internaples | Liberty | Messinese |
| ----------- | ---------- | --------- | ----------- | ------- | --------- |
| Anconitana  | –          | 1:3       | 1:1         | 6:1     | 2:0       |
| Fortitudo   | 2:1        | –         | 1:1         | 2:2     | 4:0       |
| Internaples | 4:0        | 3:1       | –           | 2:0     | 5:0       |
| Liberty     | 2:3        | 1:1       | 2:2         | –       | 6:0       |
| Messinese   | 0:2        | 0:1       | 0:5         | 2:4     | –         |

#### Skupina B

##### Tabulka
| Poř. | Tým        | Z | V | R | P | VG | OG | B  |
| ---- | ---------- | - | - | - | - | -- | -- | -- |
| 1.   | Alba Řím   | 8 | 6 | 2 | 0 | 19 | 8  | 14 |
| 2.   | Bagnolese  | 8 | 5 | 2 | 1 | 22 | 8  | 12 |
| 3.   | Pro Italia | 8 | 4 | 2 | 2 | 15 | 11 | 10 |
| 4.   | Palermo    | 8 | 1 | 0 | 7 | 10 | 15 | 2  |
| 5.   | Maceratese | 8 | 1 | 0 | 7 | 5  | 29 | 2  |

|  | Postup do finále Lega Sud                     |
|  | Sestup do První divize (2. ligy)              |
|  | Sestup do Seconda Divisione 1926/27 (3. liga) |

Poznámky
- Z = Odehrané zápasy; V = Vítězství; R = Remízy; P = Prohry; VG = Vstřelené góly; OG = Obdržené góly; B = Body
- za výhru 2 body, za remízu 1 bod, za prohru 0 bodů.
- při rovnosti bodů rozhodoval rozdíl mezi vstřelených a obdržených branek.

##### Výsledková tabulka
|            | Alba Řím | Bagnolese | Maceratese | Palermo | Pro Italia |
| ---------- | -------- | --------- | ---------- | ------- | ---------- |
| Alba Řím   | –        | 3:3       | 2:0        | 2:1     | 3:1        |
| Bagnolese  | 1:2      | –         | 8:0        | 3:1     | 2:1        |
| Maceratese | 1:5      | 0:2       | –          | 2:0     | 0:2        |
| Palermo    | 0:1      | 0:2       | 6:0        | –       | 2:3        |
| Pro Italia | 1:1      | 1:1       | 4:2        | 2:0     | –          |

### Finále Lega Sud
| 1. zápas 11. červenec 1926 | Alba Řím                                                  | 6 – 1 | Internaples | Stadio Nazionale, Řím |  |  |
|                            | Ziroli 41', 53' Maneschi 61', 79' Lo Prete 75' Bukovi 82' |       | 65' Ghisi   | Rozhodčí: Pinasco     |  |  |
|                            |                                                           |       |             |                       |  |  |

| 2. zápas 18. červenec 1926 | Internaples      | 1 – 1 | Alba Řím          | Stadio Militare dell'Arenaccia, Neapol |  |  |
|                            | Claar 50' (pen.) |       | 73' (pen.) Bukovi | Rozhodčí: Dani                         |  |  |
|                            |                  |       |                   |                                        |  |  |

Klub Alba Řím vyhrál Lega Sud a mohl se tak utkat o titul.

## Mistrovský zápas
| 1. zápas 8. srpen 1926 | Juventus                                                    | 7 – 1 | Alba Řím     | Campo Juventus, Turín |  |  |
| 17:00 CET              | Hirzer 42', 55', 85' Patore 80', 81' Vojak 17' Torriani 47' |       | 22' Lo Prete | Rozhodčí: Dani        |  |  |
|                        |                                                             |       |              |                       |  |  |

| 2. zápas 22. srpen 1926 | Alba Řím | 0 – 5 | Juventus                                           | Stadio Nazionale, Řím |  |  |
| 17:00 CET               |          |       | 42', 55', 85' Patore 87' (vl.) Mattei 88' Munerati | Rozhodčí: Gama        |  |  |
|                         |          |       |                                                    |                       |  |  |

## Vítěz
| Prima Divisione Vítěz pro rok 1925/26 |
| ------------------------------------- |
| Juventus FC                           |
|                                       |

## Střelecká listina
| Pořadí | Jméno             | Klub        | Branky |
| ------ | ----------------- | ----------- | ------ |
| 1.     | Ferenc Hirzer     | Juventus    | 35     |
| 2.     | Angelo Schiavio   | Boloňa      | 28     |
| 3.     | Piero Pastore     | Juventus    | 26     |
| 4.     | Márton Bukovi     | Alba Řím    | 25     |
| 5.     | Ernesto Ghisi     | Internaples | 20     |
| 5.     | Adolfo Baloncieri | Turín       | 20     |
| 6.     | Giovanni Ferrari  | Internaples | 16     |